# Гусимець плоскостручковий
Гусимець плоскостручковий (Arabis planisiliqua) — вид рослин з родини капустяних (Brassicaceae), поширений у Європі крім півночі, у Сибіру й на Кавказі.

## Опис
Однорічна чи дворічна рослина 30–80 см заввишки. Нижня частина стебла запушена зірчастими волосками. Стеблові листки від основи до середини (разом з гострими вушками) притиснуті до стебла, зближені біля основи, глибоко сердцевидно-стрілоподібні. Стручки 0.7 мм шириною і 3.5 см завдовжки, горбкуваті.

## Поширення
Поширений у Європі крім півночі, у Сибіру й на Кавказі; вимер у Нідерландах.
В Україні вид зростає на вологих луках, серед чагарників, у лісах — на б. ч. території; на ПБК — околиці с. Малоріченське і гора Аюдаг.